# Tenakee Springs
Tenakee Springs ist ein Ort mit 116 Einwohnern auf Chichagof Island im Hoonah-Angoon Census Area im Bundesstaat Alaska in den Vereinigten Staaten von Amerika. Der Name stammt aus der Tlingit-Sprache und bedeutet „Bucht der Kupferschilde“ (tinaghu), dreier hochgeschätzter Schilde der Tlingit, die dort in einem Sturm verloren gingen. Ursprünglich als „Tenakee“ bezeichnet wurde der Ort 1928 wegen seiner heißen Quellen zu Tenakee Springs umbenannt. Der Ort wird heute überwiegend als Sommerresidenz und Erholungsort genutzt.

## Geographie
Der Ort liegt im Tenakee Inlet gegenüber der Kadashan Bay auf der Ostseite der Insel Chichagof. Es gibt keine Straßen, die die Siedlung mit anderen Orten verbindet, erreichbar ist er nur über den Luft- oder Seeweg. Der Hafen Tenakee Springs gehört zu den Häfen des Alaska Marine Highway, nach dem United States Census Bureau umfasst das Gemeindegebiet eine Fläche 49,5 km², davon entfallen 13,8 km² auf Wasserflächen.

## Demographie
Nach der Volkszählung im Jahr 2000 lebten hier 104 Menschen in 59 Haushalten und 28 Familien. Die Bevölkerungsdichte beträgt 2,9 Einwohner pro km². Ethnisch betrachtet setzt sich die Bevölkerung zusammen aus 87,5 % weißer Bevölkerung, 2,88 % amerikanischen Ureinwohnern, 0,96 % sind asiatischer Abstammung, 0,96 % stammen von pazifischen Insulanern ab, 1,92 % stammen aus anderen Ethnien und 5,77 % stammen von zwei oder mehr Ethnien ab. 2,88 % der Bevölkerung sind spanischer oder lateinamerikanischer Abstammung.
Von den 59 Haushalten hatten 16,9 % Kinder unter 18 Jahren, die bei ihnen lebten, 39 % davon waren verheiratete, zusammenlebende Paare, 5,1 % waren allein erziehende Mütter und 52,5 % waren keine Familien. 47,5 % bestanden aus Singlehaushalten und in 13,6 % lebten Menschen mit 65 Jahren oder älter. Die Durchschnittshaushaltsgröße betrug 1,76 und die durchschnittliche Familiengröße war 2,46 Personen.
13,5 % der Bevölkerung waren unter 18 Jahre alt. 5,8 % zwischen 18 und 24 Jahre, 23,1 % zwischen 25 und 44 Jahre, 42,32 % zwischen 45 und 64, und 15,4 % waren 65 Jahre alt oder Älter. Das Durchschnittsalter betrug 47 Jahre. Auf 100 weibliche Personen kamen 121,3 männliche Personen. Auf 100 Frauen im Alter von 18 Jahren oder darüber kamen 109,3 Männer.
Das jährliche Durchschnittseinkommen eines Haushalts betrug $33.125 und das jährliche Durchschnittseinkommen einer Familie betrug $41.250. Männer hatten ein durchschnittliches Einkommen von $38.125 gegenüber den Frauen mit $26.250. Das Prokopfeinkommen betrug $20.482. 11,8 % der Bevölkerung und 9,1 % der Familien lebten unterhalb der Armutsgrenze. 10 % von ihnen sind Kinder und Jugendliche unter 18 Jahre und 33,3 % sind 65 Jahre oder älter.